# Резолюция Совета Безопасности ООН 896
Резолюция Совета Безопасности ООН 896 — резолюция Совета Безопасности ООН, единогласно принятая 31 января 1994 года после принятия резолюций 849 (1993), 854 (1993), 858 (1993), 876 (1993), 881 (1993) и 892 (1993), касающихся грузино-абхазской войны, и Резолюции 868 (1993) о безопасности миротворцев Организации Объединенных Наций. Совет безопасности рассмотрел возможность создания миротворческих сил в Абхазии и Грузии и обсудил мирный процесс в регионе.
Совет Безопасности приветствовал подписание Коммюнике во время второго раунда переговоров в Женеве, в котором был принят меморандум о взаимопонимании, и важности того, что обе стороны будут соблюдать свои обязательства по мирному процессу. Стороны также выступили за создание миротворческих сил Организации Объединенных Наций или других сил в регионе, подлежащих санкционированию со стороны Организации Объединенных Наций. Совет Безопасности принял к сведению переговоры, которые состоятся в Москве 8 февраля 1994 года, и намерение Генерального секретаря Бутроса Бутрос-Гали и его Специального советника провести новый раунд переговоров 22 февраля 1994 года. Серьезность ситуации была обозначена в Грузии, в которой присутствовало почти 300 000 депортированных лиц из Абхазии.
Стороны были приглашены как можно скорее, чтобы возобновить переговоры и заявить о своей готовности найти решение, в котором необходимо уважать суверенитет и территориальную целостность Грузии. В то же время было подчеркнуто, что необходимо добиться прогресса в политическом статусе Абхазии. Мандат Миссии ООН по наблюдению в Грузии (UNOMIG) был продлен до 7 марта 1994 года с возможностью увеличения его численности в случае необходимости.
Были отмечены два варианта, предложенных Генеральным секретарем в отношении создания миротворческой миссии в Абхазии и Грузии, и ему также было предложено сообщить о прогрессе третьего раунда переговоров и любых обстоятельствах, в которых потребуются общие усилия. Это будет зависеть от прогресса, достигнутого в ходе переговоров.
В резолюции говорится, что все беженцы и депортированные лица имеют право на возвращение, и все стороны должны выполнить свои обязательства в этом отношении и согласовать свои действия по данному вопросу. Все попытки изменить демографический состав Абхазии путем его переустройства лицами, ранее не проживавшими там, были осуждены. Наконец, всем сторонам настоятельно рекомендуется уважать прекращение огня и гарантировать безопасность персонала Организации Объединенных Наций, и государствам-членам настоятельно предлагается предоставлять помощь Грузии, чтобы помочь ей преодолеть последствия конфликта.